# Eugenia Babad
Eugenia Babad (Babad-Ciuculescu; n. 3 mai 1900, Bălți – d. 26 decembrie 1986, București) a fost o cântăreață de operă română (mezzo-soprană).
Și-a făcut studiile la Conservatorul Popular Moldovenesc din Chișinău în anii 1919–1921,cu Nikolay Kedrov (1871-1940), după care a plecat la Paris și Viena pentru a-și consolida cunoștințele. A făcut licență în drept la Moscova în 1924.
A debutat pe scena Operei Române din București în anul 1925, jucând rolul Doicăi în opera Boris Godunov de Modest Musorgski. Continuă să activeze la Opera Română în intervalele de ani 1925–1927 și 1930–1946. A avut turnee la Berlin, Paris, Roma, Varșovia. Repertoriul său include operele:
- Cneazul Igor de Aleksandr Borodin
- Faust de Charles Gounod
- Madame Butterfly de Giacomo Puccini
- Lucia di Lammermour de Gaetano Donizetti
- Rigoletto, Trubadurul, Bal mascat de Giuseppe Verdi
- Cavalerul rozelor, Salomeea de Richard Strauss
- Cavalleria rusticana de Pietro Mascagni

Eugenia Babad a colaborat cu dirijorii Bruno Walter, Umberto Pessione, Alfred Allessandrescu, Egizio Massini, pianiștii Theodor Rogalski, Rodica Sutzu, Radu Negreanu, soliștii Lidia Lipkovski, Mircea Lazăr, Maria Snejina, Lidia Babici, Jean Athanasiu, Sigismund Zalevschi, Lote Tehman ș.a.
În 1946, a fost distinsă cu Ordinul „Meritul Cultural”.